# Носители на орден „Свети Александър“ пета степен
Това е списък на наградените с орден „Свети Александър“ пета степен. Орденът представлява кавалерски кръст. Кръстът е в бял емайл, носи се на гърдите на червена триъгълна лента, няма звезда.

## Списък

### А
- Николай Александров, артист от Московския художествен театър (1920)
- Райко Алексиев, художник (1921)
- Капитан Сокол Алексиев, командир на рота в Двадесет и пета пехотна драгоманска дружина (1921)
- Граф Ерил Алварес де Толедо и Менкос, Трети секретар в испанското посолство в Рим (1921)
- Георги Антонов, свещеник в село Кестрич (1921)
- Хосе Мария Агинага, Трети секретар в Министерство на външните работи на Испания (1921)
- Юрдан Асенов, доброволец от Софийското централно доброволческо дружество „Сливница“ (1921)
- Асен Аврамов, инспектор на БНБ (1922)
- Тодор Алексиев, втори подсекретар на съюза на благотворителните на запасните подофицери дружества в България (1922)
- Димитър Антонов, началник на стенографското отделение при Народното събрание (1927)
- Майор Христо Арабов, началник на Варненското бюро за събиране на доброволци (1927)
- Антон Андреев, началник на бюджетно-контролното отделение при Министерство на обществените сгради, пътищата и благоустройството (1929)
- Д-р Георги Андрейчев, управител-лекар на Ломската второстепенна болница (1929)
- Инж. Стилиян Апостолов, Кюстендилски окръжен инженер (1929)
- Иван Алтънов, първи секретар при Министерство на външните работи и изповеданията (1929)
- Коста Ангелов, учител в Русенската гимназия (1929)
- Маестро Георги Атанасов, капелмайстор във Военното училище (1929)
- Димитър Атанасович, учител при Русенското механико-техническо училище (1930)
- Майор Иван Абаджиев, командир на група в Софийска окръжна пехотна жандармерия (1932)
- Капитан Никола Алексиев, командир на рота в Осемнадесети пехотен етърски полк (1932)
- Капитан Иван Ангелов, началник на подучастък в Шести пограничен сектор (1932)
- Майор Марко Атанасов, командир на ескадрон във Втори конен полк (1932)
- Майор Тодор Антонов, домакин на Девети конен полк (1932)
- Майор Минко Абаджиев, домакински адютант на Четвърта пехотна преславска дивизия (1933)
- Майор Михаил Антонов, адютант на Първа конна бригада (1933)
- Майор Иван Атанасов, завеждащ складовете в щаба на Четвърта пехотна преславска дивизия (1935)
- Капитан Иван Анастасов, командир на рота в Деветнадесети пехотен шуменски полк (1935)
- Иван Алеков, началник на гара по БДЖ (1935)

### Г
- Георги Гиев - мирски свещеник, учител и дългогодишен директор на първоначалното католическо училище „Свети Андрей“ в Пловдив (1941)

### Ж
- Александър Жеков Жеков, майор, домакин на 18-и пехотен Етърски на Н.В. цар Фердинанд I полк (1933)[1]
- Петър Железов, инспектор на Българската народна банка (1922)[2]
- Нейчо Желов, директор на подковачното училище в Пловдив (1934)[1]
- Димитър Атанасов Желязков, запасен поручик, взводен командир в 30-и пехотен полк (1919)[2]
- Стоян Петров Жилков, майор, началник на секция в Министерство на войната (1931)[1]

### Й
- Константин Йосифов, инженер, референт по печата при Италианската легация в София (1938)

### К
- Кирил Петров Кирилов, капитан, командир на батарея в V артилерийски полк (1931)
- Кръсто Лазаров (1942)

### П
- Фердинанд Освалд Полцениус, юрист и музикант

### Т
- Капитан първи ранг Тодор В. Тодоров, командир на Флота на Царство България

### Ф
- Доктор Богдан Филов, директор на Народния Археологически музей, началник на Научната мисия в освободените земи (1921)

### X
- Фриц Хофман, търговец в Берлин (1912)